# Marlengo
Marlengo (Marling in tedesco) è un comune italiano di 2 882 abitanti della provincia autonoma di Bolzano in Trentino-Alto Adige, situato nel comprensorio del Burgraviato, tra la città di Merano e la Val Venosta.

## Geografia fisica

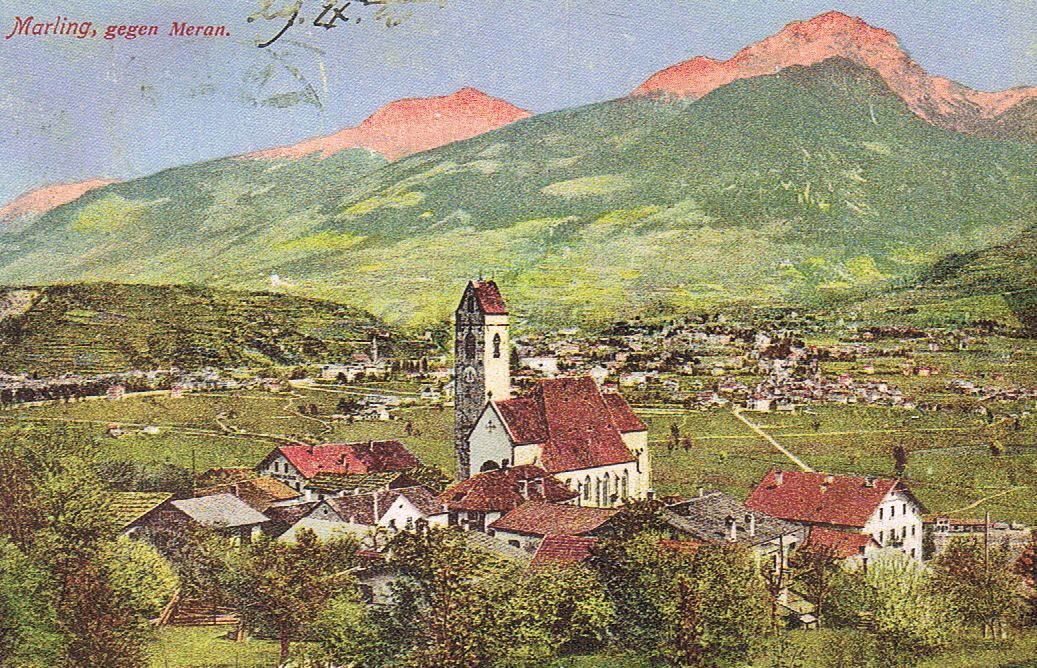
Cartolina del 1908

Il paese è situato ad un'altitudine di 363 m s.l.m., in una zona collinosa ai piedi del Monte San Vigilio. Il centro abitato è circondato da piantagioni di mele e uva. Il territorio comunale confina con Lagundo a nord, Merano a nordest e Cermes a sud. A est il territorio del comune è delimitato dal fiume Adige, a ovest da Monte Marlengo e Giogo Marlengo. Il punto più elevato del territorio è il monte Hohe Tann (1779 m s.l.m.)

## Origini del nome
Il toponimo è attestato nel 1101-1120 come Marnea, nel 1141 come Merningen, nel 1163 come Marnica, nel 1164 come Merniga, nel 1220 come Merning e dal XV secolo stabilmente come Marling. Deriva probabilmente dal termine preromano marra ("mucchio di pietre").

## Storia
La via della roggia di Marlengo (Marlinger Waalweg), che conduce sopra il capoluogo comunale, lungo il ripido pendio, consente una buona vista sull'insediamento del paese.
Il percorso quasi orizzontale, di 12 chilometri di lunghezza, è il più lungo corso d'acqua artificiale del suo genere in Alto Adige.
Il canale d'irrigazione fu creato tra l'anno 1737 ed il 1756, su suggerimento della Certosa di Monte Sant'Angelo (Allerengelberg) della Val Senales, che possedeva vigneti a Marlengo.

### Stemma
Lo stemma raffigura un leone rampante rosso su fascia centrale celeste e sfondo argento. Lo stemma riprende le insegne dei Signori di Marebbe, che vissero in due castelli nel villaggio fino al 1426, ed è stato adottato dal comune nel 1966.

## Monumenti e luoghi d'interesse

### Architetture religiose
- Chiesa di Santa Maria Assunta, chiesa parrocchiale menzionata la prima volta nel 1166. Il tempio dedicato a Santa Maria Assunta è un edificio neogotico del tardo XIX secolo, consacrato nel 1901. Più antichi sono la torre campanaria e una cappella laterale, risalenti al XIII secolo. Il compositore ungherese Franz Liszt compose un pezzo dedicato alle "campane di Marlengo" (Glocken von Marling), ispirandosi ad una poesia di Emil Kuh.

### Architetture militari
Il castel Monteleone (ted. Schloss Lebenberg), sovrastante il centro abitato, fu costruito verso la metà del Duecento dai signori di Marlengo. Il castello è proprietà privata della famiglia van Rossem ed è parzialmente visitabile.
A Marlengo esisteva la caserma dedicata a Grandi, ad oggi demolita per un costo pari a 166.000 euro.

## Società

### Ripartizione linguistica
La popolazione di Marlengo è in maggioranza di madrelingua tedesca, con una presenza italofona comunque consistente.
| %      | Ripartizione linguistica (gruppi principali) |
| ------ | -------------------------------------------- |
| 87,80% | madrelingua tedesca                          |
| 12,00% | madrelingua italiana                         |
| 0,20%  | madrelingua ladina                           |

Secondo il censimento 1971, il 17,53% della popolazione era italofona mentre l'82,47% era germanofona.

### Evoluzione demografica
Abitanti censiti

## Cultura
Ogni anno nella seconda domenica dopo Pentecoste si tiene una processione, durante la quale la statua del papa sant'Urbano I, patrono dei vignaioli, viene portata in giro per le vie e i vigneti del paese.

## Economia
L'economia locale si basa principalmente sulla coltivazione delle mele (nel 2008 vennero raccolte 4.800 tonnellate di mele su 600 ettari di superficie agricola; le principali varietà coltivate sono Golden Delicious e Gala) e sul turismo. La locale cooperativa di frutticoltori (COFRUM), fondata nel 1937, conta 260 soci tra Marlengo e Cermes.
Per quanto riguarda l'artigianato, è rinomata la produzione di lampadari di cristallo.

## Infrastrutture e trasporti
Il paese è collegato ai comuni limitrofi mediante strade provinciali ed è lambito dalla superstrada Bolzano-Merano (uscita Marlengo).
Marlengo è servito dall'omonima stazione della Ferrovia della Val Venosta, gestita fino al 1990 dalle Ferrovie dello Stato (che l'avevano chiusa ritenendola un ramo secco) e poi acquistata alla fine degli anni novanta dalla Provincia autonoma di Bolzano, che nel 2005 affidò la sua riapertura alla società di trasporto locale SAD. La stazione di Marlengo, analogamente alle altre fermate della linea, è stata restaurata in tale occasione e riportata all'aspetto originario.
Fra il 1906 e il 1950 era inoltre attiva la Tranvia Lana-Merano.

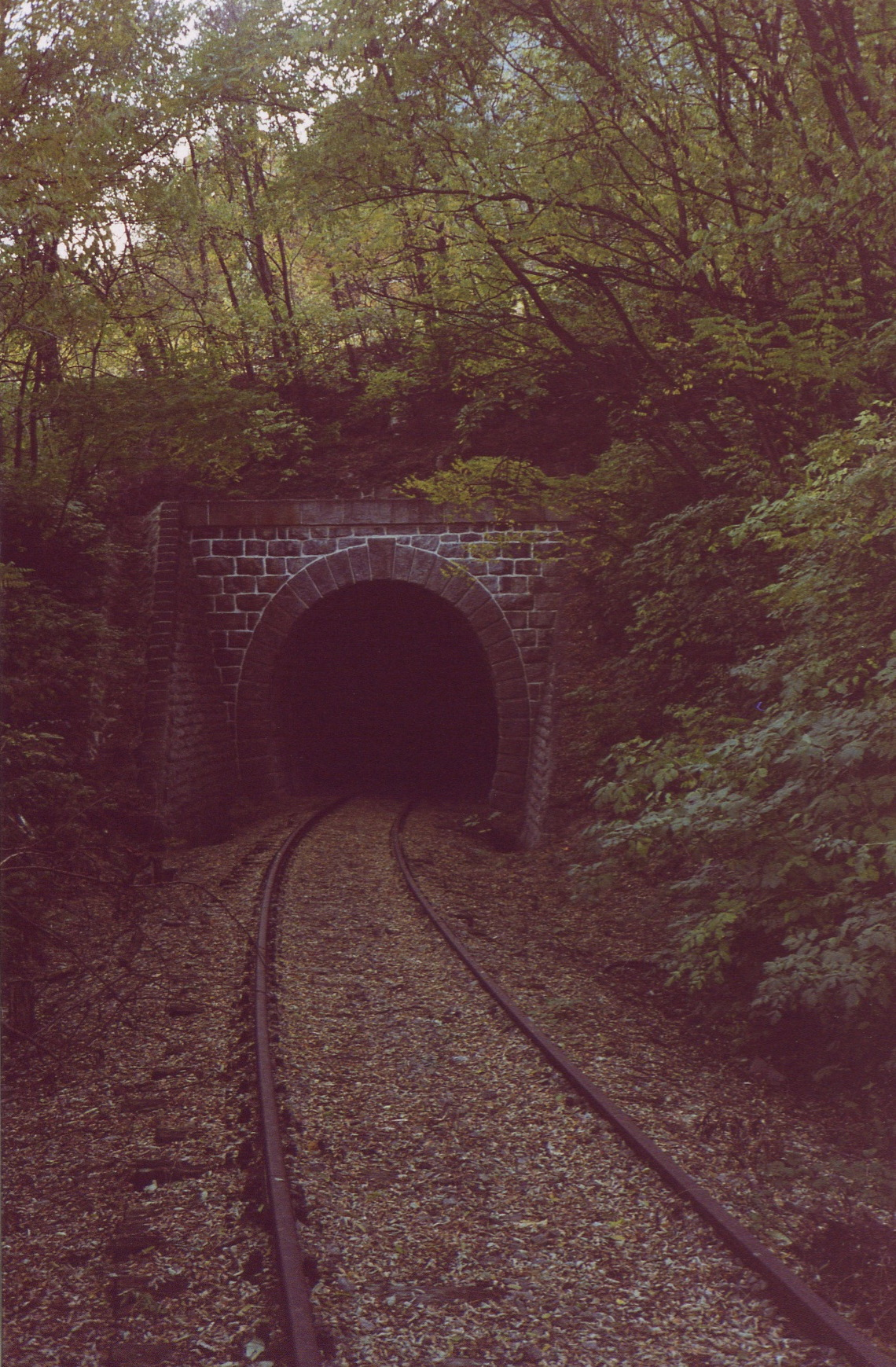
Ingresso del tunnel elicoidale di Marlengo sulla ferrovia della Val Venosta, ripreso negli anni di dismissione della linea.
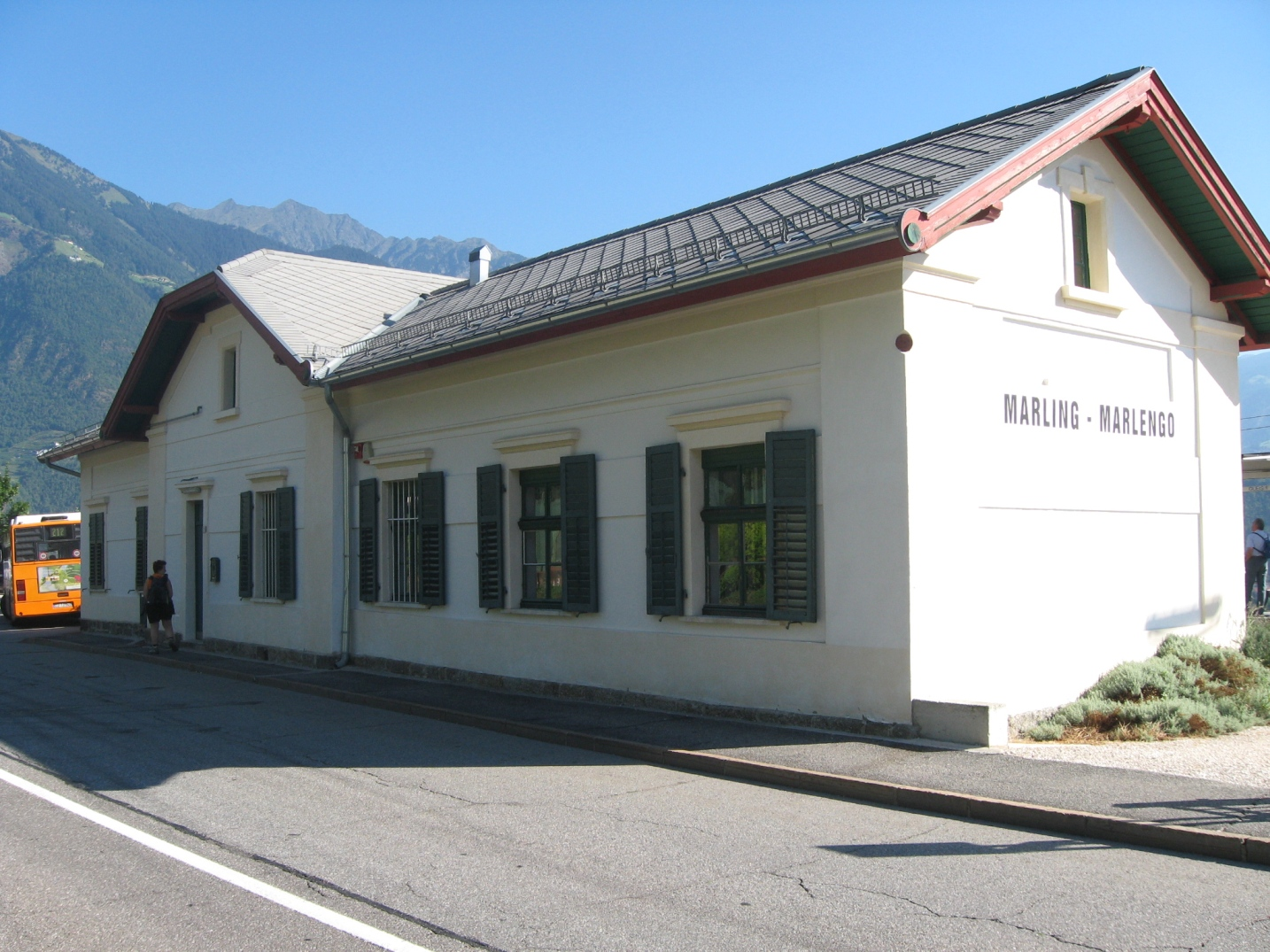
La stazione ferroviaria di Marlengo nell'agosto 2012
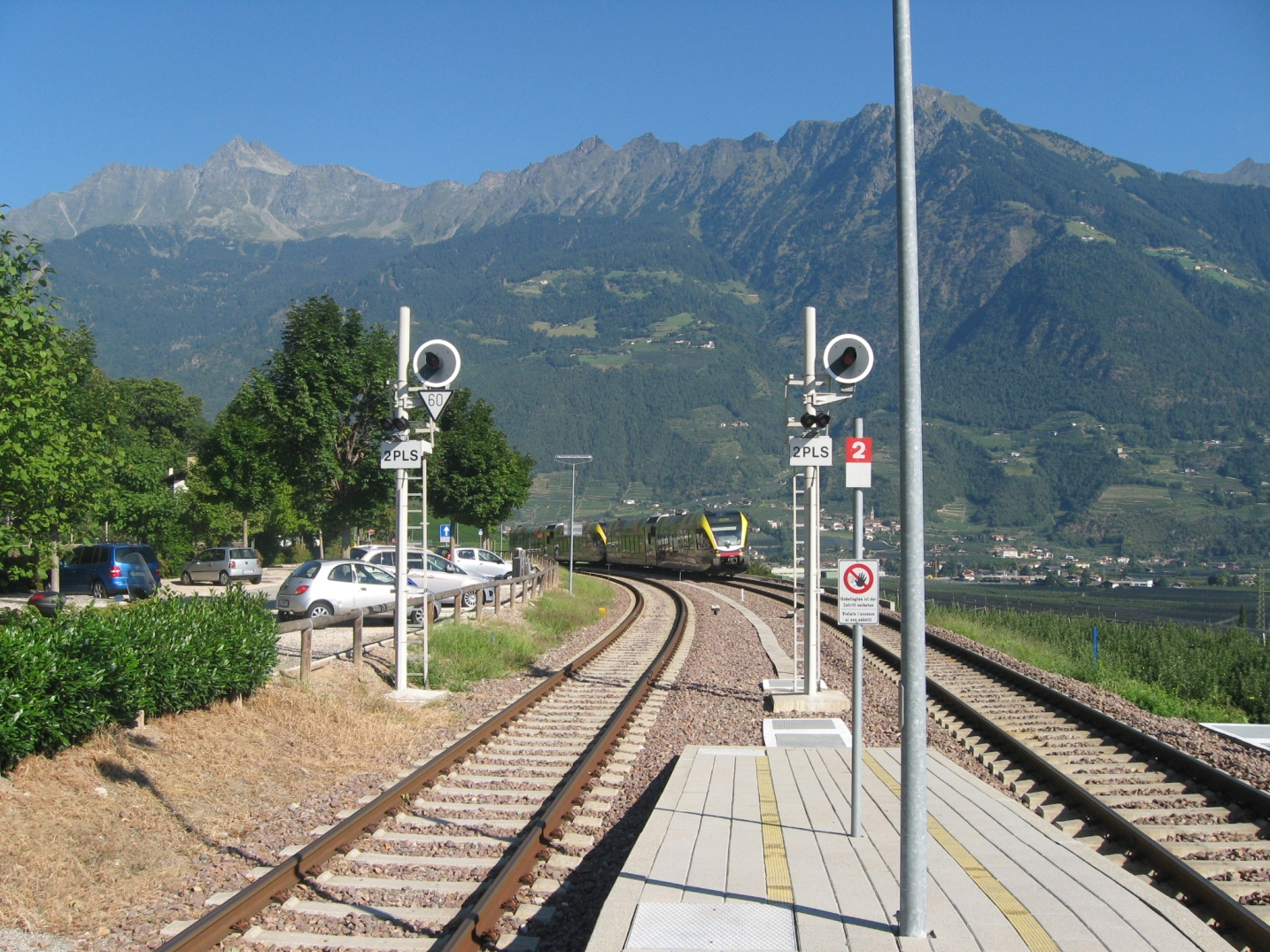
Treno per Malles in arrivo alla stazione di Marlengo nell'agosto 2012

## Amministrazione
| Periodo  | Periodo | Primo cittadino        | Partito | Carica  | Note |
| -------- | ------- | ---------------------- | ------- | ------- | ---- |
| nel 1969 |         | Josef Gamper           |         | Sindaco |      |
| 2005     | 2020    | Walter Franz Mairhofer | SVP     | Sindaco |      |
| 2020     |         | Felix Lanpacher        | SVP     | Sindaco |      |

### Gemellaggi
- Gelnhausen, dal 1977[14]
- Kals am Großglockner